# Oblovka obrovská

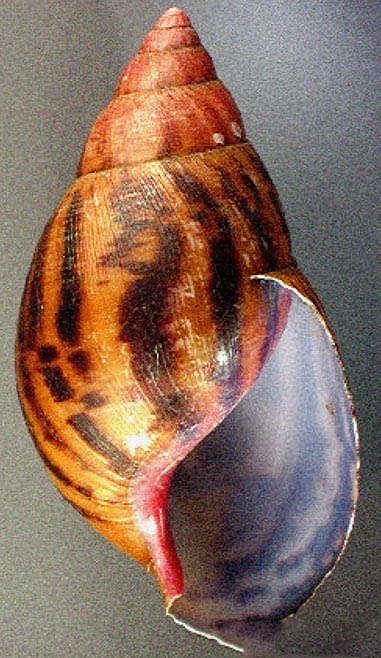
Ulita oblovky obrovské (Achatina achatina)

Oblovka obrovská (nebo Achatina velká; Achatina achatina), je suchozemský plž dorůstající velikosti 20 - 30 cm. Její původní domovinou jsou tropické deštné lesy střední Afriky. Vyskytuje-li se ve volné přírodě mimo svou původní domovinu, jde o tzv. invazní druh.

## Popis
Tito plži mají pravotočivou ulitu, která dosahuje průměrné délky kolem 20 cm. Oblovka má velmi dekorativní ulitu, barevný základ je žlutý (až světle hnědý) s tmavými pruhy, některé její poddruhy jsou čistě žluté (či světle hnědé).

## Rozmnožování a vývin
Achatiny jsou hermafrodité, přesto však u většiny druhů musí být šneci dva. Výjimkou je např. Lissachatina Immaculata u které je samooplození běžné. Tento druh achatiny tedy vyhledává druhého jedince, ač se jedná o hermafrodita. Po vyměnění semenných váčků klade každý jedinec v průměru 100 - 200 vajíček, která částečně, nebo úplně zahrabe do vlhké půdy. Vajíčka mají podobu drobných perel a jsou asi 5 mm velká. O vajíčka se plž dále nestará a jsou známy případy, kdy svá vajíčka dokonce sežere. Asi po 10-20 dnech se z vajíček vylíhnou malé oblovky (o velikosti 4-5 mm), které nejdříve sežerou skořápku od vajíčka a poté hned začnou přijímat potravu (stejnou jako dospělci).
Mladé oblovky velice rychle rostou, při dostatku potravy a vápníku (tzn. v podobě sépiové kosti, či mletého vápence) mohou povyrůst až o 2 cm za měsíc. Rostou cca do prvního roku života, kdy pohlavně dospívají. Ve volné přírodě se achatiny dožívají 3-5 let. V zajetí až 8 let.

## Chov v zajetí
Tento plž se v poslední době prodává v obchodech se zvířaty jako domácí mazlíček. Achatinu je možné chovat v teráriau, faunáriu. Plastové boxy nejsou pro chov zvířat vhodné. Jako podestýlka je nejvhodnější kokosová drť a kokosové vlákno (lignocel), který zadržuje potřebnou vlhkost popř. rašelina. Jako dekorace může posloužit kousek kmenu, mech (zadržuje vlhkost), větvičky, kameny (nejlépe v rohu terária - pokud oblovka na kámen spadne, mohou si poškodit ulitu.) Mohou být také živé či umělé rostliny, ale oblovky je brzy zničí (živé sežerou). Může se přidat miska s vodou jako brouzdaliště, voda však nesmí přesahovat dýchací otvor.

## Potrava
Oblovka obrovská se živí hlavně rostlinnou složkou, tj. např. salátem, okurkou, batáty, žampióny, pampeliškami, jitrocelem a melouny a jinou zeleninou a ovocem, ale není ji dobré dávat citrusové plody - odvápňují ulitu.

## Zajímavosti
- Oblovka patří díky svoji velikosti mezi rekordmany mezi (suchozemskými) plži.
- Jejich konzumace se příliš nedoporučuje, neboť může přenášet - jako parazity - vnitřní červy, či vyvolat jiná závažná onemocnění (např. meningitidu).
- Díky pruhů na ulitě se jí přezdívá "Tygr"
- Pokud mají přístup k vápníku, kousek ulomené ulity si mohou znovu postavit

## Druhy oblovek
- Oblovka žravá
- Oblovka síťkovaná
- Oblovka zlatá